# Ron Goulart
Pour les articles homonymes, voir Goulart.
Œuvres principales
- L'Effet-garou
- Séparation de corps
- Barnum System

Ron Goulart, né le 13 janvier 1933 à Berkeley en Californie et mort le 14 janvier 2022 à Ridgefield dans le Connecticut, est un auteur américain de science-fiction, de suspense et de fantasy, ainsi qu’un historien de la culture populaire américaine.

## Biographie
Ron Goulart débute dans le magazine California Pelican publié par l’Université de Californie à Berkeley. Il écrit dans The Magazine of Fantasy & Science Fiction et des parodies Chex Press pour la marque Purina.
Au début des années 1970, il rencontre Gil Kane qui l'incite à se présenter chez Marvel Comics pour écrire des scénarios de comics. Il est engagé et écrit plusieurs comics dont certains sont dessinés par Kane. Cependant, il se lasse de ce travail et lorsqu'il rencontre John Fairfield, l'un des responsables de la Newspaper Enterprise Association grâce à Gill Fox, il lui propose de scénariser des comic strips. Faifield lui suggère alors de préparer un scénario de science fiction. Goulart insiste pour que Gil Kane soit engagé comme dessinateur et à deux ils préparent le strip Star Hawks.
Après de longues tergiversations qui font craindre que le projet soit refusé par la NEA, celui-ci est enfin accepté lorsque le film Star Wars, épisode IV : Un nouvel espoir sort au cinéma. Ainsi le 3 octobre 1977 est publié le premier strip de la série. En 1979, un nouvel éditeur remplace Fairfield. Bien moins intéressé par le strip de Goulart et Kane que son prédécesseur, il renvoie Goulart qui est remplacé par Archie Goodwin .

## Œuvres

### SérieFlash Gordon
- (en) The Space Circus, 1969Écrit avec Alex Raymond.
- (en) The Lion Men of Mongo, 1974Écrit avec Alex Raymond.
- (en) The Plague of Sound, 1969
- (en) The Time Trap of Ming XIII, 1977

### SérieBarnum System
- (en) The Fire-Eater, 1970
- (en) Clockwork Pirates, 1971
- (en) Shaggy Planet, 1972
- (en) Spacehawk, Inc., 1974
- (en) The Wicked Cyborg, 1978
- (en) Dr. Scofflaw, 1979

### SérieBarnum System: Jack Conger
- (en) A Talent for the Invisible, 1973
- (en) The Panchronicon Plot, 1977
- (en) Hello, Lemuria, Hello, 1979

### SérieBarnum System: Star Hawks
- (en) Empire 99, 1980Écrit avec Gil Kane.
- (en) The Cyborg King, 1981Écrit avec Gil Kane.

### SérieGroucho Marx
- (en) Groucho Marx, Master Detective, 1998
- (en) Groucho Marx, Private Eye, 1999
- Groucho Marx Contre Sherlock Holmes, Le Cherche midi, coll. Ailleurs, 2000 ((en) Elementary, My Dear Groucho, 1999)
- (en) Groucho Marx and the Broadway Murders, 2001
- (en) Groucho Marx, Secret Agent, 2002
- (en) Groucho Marx, King of the Jungle, 2005

### Autres romans
- Les Treize César, Gallimard, coll. Série noire Plutôt qu'un roman de fiction à proprement parler, il s'agit d'une succession de brèves biographies des plus célèbres criminels américains ayant été désignés  "Ennemi public N° 1" par le FBI et son patron John Edgar Hoover. Y son cités (entre autres) Roger Tuohy, un gangster irlandais, Alvin Karpis, Joe Dillinger, Bonny Parker et son amant Clyde Barrow, Mitraillette Kelly et bien entendu Al Capone, le plus célèbre de tousno 1162, 1967 ((en) Line up Tough Guys, 1966)
- (en) The Hardboiled Dicks: An Anthology and Study of Pulp Detective Fiction, 1967
- Après la déglingue, OPTA, coll. Anti-mondes, 1973 ((en) After Things Fell Apart, 1970)
- L'Effet-garou, Marabout, coll. Marabout Science-Fiction, 1974 ((en) Hawkshaw, 1972)
- (en) Wildsmith, 1972
- (en) The Tin Angel, 1973
- (en) Incredible Hulk: Stalker from the Stars, 1974Écrit avec Len Wein et Marv Wolfman.
- (en) The Adventurous Decade: Comic Strips in the 1930s, 1975
- (en) Weird Heroes, 1976
- (en) Cheap Thrills: An Informal History of the Pulp Magazines, 1972
- L'Empereur des derniers jours, Presses de la Cité, coll. Futurama, 1979 ((en) The Emperor of the Last Days, 1977)
- Sacré Cyborg, Presses de la Cité, coll. Futurama, 1979 ((en) The Wicked Cyborg, 1978)
- Séparation de corps, Presses de la Cité, coll. Futurama, 1980 ((en) Dr. Scofflaw, 1979)
- Heil Hibbler !, OPTA, coll Galaxie-bis, 1984 ((en) Hail Hibbler, 1980)
- (en) Ghosting, 1984[3]
- (en) Skyrocket Steele, 1985
- (en) The Great Comic Book Artists, 2 vol., 1986
- La Chasse à la BD, Gallimard, coll. Série noire no 1162, 1990 ((en) The Tijuana Bible, 1989)
- La Peau du ventriloque, Gallimard, coll. Série noire no 1162, 1991 ((en) Even the Butler Was Poor, 1990)
- (en) Adam and Eve on a Raft, 2001
- (en) Comic Book Encyclopedia, 2004
- (en) The Avenger, 2004

### Comics et romanspulp
- Star Hawks, Éditions du Square, 1979 (Star Hawks, 1977)Écrit avec Gil Kane.
- Le Fantôme
- Flash Gordon
- The Avenger de Paul Ernst

### Nouvelles
- On demande le docteur Tic-Tac ((en) Calling Dr. Clockwork, 1965)in: Histoires fausses, aux éditions Le Livre de poche, coll. La Grande Anthologie de la science-fiction no 3814
- Dialogue avec Katy, 1979 ((en) The Katy Dialogues, 1958)in: Histoires d'automates, aux éditions Le Livre de poche, coll. La Grande Anthologie de la science-fiction no 3785

## Scénario
- 1998 : Welcome to Paradox, série télévisée
- 1994 : TekWar, téléfilm de William Shatner
- 1995 : TekWar, série télévisée
- 1988 : Monsters, série télévisée de Thomas J. Whelan Werewolf of Hollywood
- 1986 : Histoires de l'autre monde, série télévisée